# Jänissaari (ö i Finland, Mellersta Finland, Jyväskylä, lat 62,25, long 25,27)
Jänissaari är en ö i Finland. Den ligger i sjön Huhtia och Pyhäjärvi och i kommunen Petäjävesi i den ekonomiska regionen  Jyväskylä ekonomiska region  och landskapet Mellersta Finland, i den södra delen av landet, 230 km norr om huvudstaden Helsingfors. Öns area är 2,2 hektar och dess största längd är 220 meter i öst-västlig riktning.